# Jan Zemánek
Jan Zemánek (23. ledna 1925, Drslavice – 8. června 2012) byl český katolický řeholník, bývalý provinciál české provincie redemptoristů (1990–1996 a 1999–2002), politický vězeň komunistického režimu.

## Život
Na kněze byl vysvěcen 20. listopadu 1949 Antonínem Eltschknerem. Po nezákonné likvidaci klášterů v tzv. Akci K byl internován v koncentračním klášteře v Králíkách a posléze v letech 1950–1953 absolvoval základní vojenskou službu službu u PTP. Po jejím ukončení přes zákaz komunistických úřadů tajně pokračoval v řádovém životě.
V roce 1961 byl zatčen a ve vykonstruovaném procesu odsouzen za údajnou velezradu a vyzvědačství k 12 letům odnětí svobody. Po odvolání k Nejvyššímu soudu v Praze mu byl trest zmírněn na 10 let. Byl vězněn mimo jiné na Mírově a ve Valdicích. Vzpomínal na to jako na dobu druhého semináře, protože se tam setkal s mnoha známými teology a osobnostmi kulturního života, například Oto Mádrem nebo Josefem Zvěřinou. „Zvěřina měl vlastní pracovní partu, které jsme říkali Zvěřinec, protože tam měl polovinu kněží a polovinu chuligánů. Ti chuligáni byli jinak výborní kluci, nikdy nikoho nezradili a navíc měli velice šikovné ruce, takže splnili normu mnohem dřív než my,“ uvedl Zemánek.
Po propuštění pracoval nejdříve jako kameník, posléze se (v roce 1969) mohl vrátit k duchovní službě (Blatno, Malměřice). Po pádu komunismu se stal provinciálem redemptoristů v ČR a organizoval obnovu řádového života v České republice. Řadu let se věnoval duchovní péči o delikventy v nápravných zařízeních.
Dne 28. října 2007 mu prezident Václav Klaus udělil Medaili Za zásluhy o stát. V roce 2008 odešel na odpočinek do kněžského domova ve Staré Boleslavi.